# إبراهيم فتحي باشا
إبراهيم فتحي باشا هو وزير الأوقاف المصري سابقا.

## مناصب
- وزير الأوقاف  في المنصب 10 أكتوبر 1917  – 9 أبريل 1919.
- وزير الدفاع  في المنصب مايو 1921  – 24 ديسمبر 1921 .
- وزير الدفاع  في المنصب 1 مارس 1922  – 29 نوفمبر 1922[2][3]

## محاولات اغتياله
وفي يوم 4 سبتمبر سنة 1915 كان الفريق ابراهيم فتحي باشا وزير الاوقاف يتمشى على رصيف الوجه القبلي بمحطة مصر فاقبل عليه الشاب صالح عبد اللطيف وهو موظف بوزارة المالية وكان يحمل خنجراً ملفوفا في جريدة، وطعن الوزير في كتفه، فالتفت الوزير اليه وصاح اسكت يا ولد فطعنه في وجهه مرتين، فاخرج الوزير مسدسه واطلق منه رصاصة على الجاني فلم يصبه وجرى.. ولكنه ضبط وحوكم وأعدم.

## قرارت
يروي وزير الأوقاف نفسه قرارا لمفتي الديار المصرية أكد فيه أنه أمر بقطع شجرة تعترض الطريق الزراعي لكن المفتي اعترض على قطعها لأنه قد ورد ذكرها في إحدى الوقفيات.